# On Fire (сингл Van Halen)
On Fire (Записан на издании — 炎の叫び) (с англ. — «В Огне») — сингл хард-рок группы Van Halen с альбома Van Halen, выпущенный только в Японии 29 сентября 1978 года на лейбле Warner Bros.

## О сингле
На издании записан, как 炎の叫び — Cry of Fire — Крик Огня, хотя должен называться On Fire. Сторона Б, же (Jamie's Cryin') записана, как ジェイミーの涙 — Jamie's Tears — Слёзы Джейми.
В демо-альбоме Zero, записаным с Джином Симмонсом эта песня стоит первой, а в Van Halen является последней. Также в Zero она была длительностью в 3:37, в отличие от нынешнего варианта в 3:01.

## Список композиций
| №  | Название             | Длительность |
| -- | -------------------- | ------------ |
| 1. | «炎の叫び (On Fire)» | 3:01         |

| №  | Название                          | Длительность |
| -- | --------------------------------- | ------------ |
| 1. | «ジェイミーの涙 (Jamie's Cryin')» | 3:30         |

## Участники записи
- Алекс Ван Хален — ударные
- Эдди Ван Хален — электрогитара, бэк-вокал
- Майкл Энтони — бас-гитара, бэк-вокал
- Дэвид Ли Рот — вокал